# 機動戦士ガンダム MSV-R ジョニー・ライデンの帰還
『機動戦士ガンダム MSV-R ジョニー・ライデンの帰還』（きどうせんしガンダム エムエスブイ‐アール ジョニー・ライデンのきかん、英: MOBILE SUIT GUNDAM MSV-R RETURN OF JOHNNY RIDDEN）は、Ark Performanceによる日本の漫画作品。原作：富野由悠季、原案：矢立肇、メカニックデザイン：大河原邦男。角川書店の漫画雑誌『ガンダムエース』にて2010年6月号から2023年9月号まで連載された。

## 概要
雑誌「ガンダムエース」で連載されたメカニックデザイン企画『MSV-R』を題材にした作品。「第二次ネオ・ジオン抗争」前夜である「宇宙世紀0090年」を舞台に、歴史に埋もれた『MSV-R』に登場するメカニックの解説と模型企画『モビルスーツバリエーション（MSV）』のエースパイロット「ジョニー・ライデン」の行方と、所属していた「キマイラ隊」の解明を織り交ぜて描いた内容となっている。
なお、同作者の漫画『機動戦士ガンダム ギレン暗殺計画』、『機動戦士ガンダム 光芒のア・バオア・クー』とは設定を共有している。

## あらすじ
一年戦争（宇宙世紀0079年）で散逸した情報や資料を、収集編纂し保存する組織である地球連邦政府のFederation Survey Service（略称FSS）に所属しているMSパイロット、レッド・ウェイラインは、宇宙世紀0090年、シミュレーションによるMS戦闘データ調査中に不審な出来事に遭遇し、チームのリミア・グリンウッドと共に「ジョニー・ライデン」のことを調べ始める。
しかしレッド・ウェイラインを「ジョニー・ライデン」本人の可能性があると判断した、キマイラ隊残党のユーマ・ライトニング、現在は連邦議会議長ゴップの養女となっているキマイラ隊残党であり強化人間のイングリッド0、連邦軍特殊部隊「ナイト・イェーガー」といった様々な勢力の思惑が絡み合う中、次期首相と名高い首相補佐官オクスナー・クリフの猟犬と呼ばれる「民間軍事会社テミス」の社長ジャコビアス・ノードが、FSSを訪れてレッド・ウェインラインとリミア・グリンウッドに自分もキマイラ隊の残党であること、キマイラ隊の真実を証言し、解体された今は既に探るようなものは何も無いと告げて手を引くことを求める。
しかし、オクスナー・クリフとジャコビアス・ノードは宇宙を彷徨うキマイラ隊の最重要機密と言えるMS製造プラント船「ミナレット」の航路を唯一解析できる旧ジオン公国の機動巡洋艦「サングレ・アスル」をジャブロー基地跡に秘匿していた。
地球連邦政府の「首相補佐官」、「連邦議会議長」、勃興しつつある「新生ネオ・ジオン」、そして「キマイラ隊」の残党達は、「サングレ・アスル」、「ミナレット」、更には「ミナレット」から起動される「ザビ家の復讐装置」、そしてその鍵となる「ジョニー・ライデン」を求め更なる政争、紛争をひき起こすことになる。連邦議会のほうも「ミナレット」の破棄を望むゴップ議長と首相補佐官オクスナー・クリフとが対立。互いの手ごまとして、ナイト・イェーガーから引き抜いた議長直属部隊とテミスとの間で「サングレ・アスル」を巡っての戦闘が始まる。レッドらもこの戦闘に乗じるが、「サングレ・アスル」は宇宙へと打ち上げられる。当初の目的地はサイド3であったが、アイシュワリヤのデータ改竄によって「サングレ・アスル」はコンペイトウへと向かう。
コンペイトウ近傍宙域で、「サングレ・アズル」の捜索を行う、ジオン残党とテミスを取り込んだFSS、追撃する議長直属部隊、シャア・アズナブル率いる新生ネオ・ジオン、キマイラ隊残党、コンペイトウ駐留艦隊による混戦となる。かろうじてサングレ・アスルを確保したFSSはキマイラ隊残党に導かれて、キマイラ隊残党の本拠地である茨の園へと着いた。

## キマイラ隊

### キマイラ隊の概要
- ジオン公国軍突撃機動軍司令キシリア・ザビ旗下の同軍特別編成大隊。ヒュー・マルキン・ケルビン大佐によって編成。ザンジバル改級「キマイラ」を旗艦とし、ゲルググやゲルググキャノンを改修・改造したいわゆる「MSV群」を擁している。
- 各部隊の核であるエースパイロットを集めて編成し、機材・サポート要員に至るまで最高のものを結集した部隊でありながら、戦線で活用されず温存され続けた。そのため一年戦争において「最も有名な部隊」の一つでありながら「最も謎の多い部隊」とされ、「ザビ家の財宝を守護していた」とも噂される[3]が、実際に守護していたものは「ザビ家の復讐装置」をはじめ、ジオン公国が保有していた様々なデータである。
- ジャコビアス・ノードによる作中の証言では、創設期には大隊編成に満たない規模であるが、末期は大隊編成を超す規模となり「特別編成大隊」と呼ばれる[4]。
- 大きく分けて、中核となるエースパイロットで構成される「MS隊」、母艦・支援艦を含む「艦隊」、MS隊の予備ともされる「艦隊直衛MS隊」、MSの製造プラント船「ミナレット」を含む「技術部隊ヒュドラ」の4隊で構成される。
- キマイラ隊設立の真の目的は、キシリア傘下の「シャア・アズナブル大佐が率いるニュータイプ部隊」の反乱に備える、キシリア自身の「オールドタイプによるカウンターニュータイプ部隊」である。そのため、最高のパイロット・装備・サポート要員以外に、ごく初期のタイプとはいえ強化人間（ユーマ・ライトニング、イングリッド0等）も配属されている。キマイラの名がつけられた由来は「ニュータイプに対して部隊で挑み、個別の獣が一個の怪物として振る舞う」と言うキマイラ隊の戦術理念によることから。
- ア・バオア・クー防衛戦の終盤に部隊内で撤退後本国の指示を待つと言うエイシア・フェローと、アクシズへ向かって徹底抗戦をすると言うヒュー・マルキン・ケルビンの両名で意見の対立が起こり、地球連邦軍の艦船を巻き込んで「キマイラ」と「サングレ・アスル」との間で戦闘が行われ[注 1]ア・バオア・クー空域を離脱し、最終的にオクスナー・クリフ大佐旗下のルナツー部隊に包囲されて投降する[4]。この時、ユーマ・ライトニングとジョニー・ライデンはMS戦を繰り広げ、負傷したジョニーはウェイライン隊との戦闘の末に捕獲される[4]。

### ミナレット
- キマイラ隊技術部隊ヒュドラのMS改修専用艦（巨大プラント船）。ジオニック社、ツィマット社、MIP社のトップエンジニア、エースメカニックが出向して乗り込んでいる[4]。元々は資源を掘るために穴を開けられた資源衛星に、MSの製造工場や整備工場を設置して推進システムと管制システムを付けたことで、艦船として造られている。一年戦争時にジオンが造った船としては最大級であり、船内には街もある。
- 技術部隊ヒュドラは「キマイラ隊の肝」といわれ、特に「ミナレット」はCAD/CAMシステムを高度に発展させた「設計支援システム」により、各エースパイロットの個別要望によるカスタマイズも数日で実物を完成させるという高レベルの技術力、生産力を有し、1隻でジオン公国の『MSV群』を生み出す改修・改造システムの一端を担っている[4]。
- 技術部隊ヒュドラのMS開発研究技術の遺産は戦後10年を経てもなお、他のより大きく進んでおり、戦後ジオン公国系のメーカーが地球連邦政府、アナハイム・エレクトロニクスに開示したMSの開発データは意図的に分割されているため、全てが揃っているのはこの「ミナレット」だけといわれる[5]。
- 内部は物理的・データ的を問わず細かくアクセスを制限されており、その全貌を知るのは大隊の編成責任者であるヒュー・マルキン・ケルビン大佐、MS隊指揮官のジョニー・ライデン少佐、エイシア・フェロー医療局局長の3名のみである[5]。
- 現在は無人のまま自動航行で宇宙を周回しており、その航路パターンは「サングレ・アスル」に搭載された航路検索システムでなければ突き止められない。現在も防衛システムが稼働しており、不用意に接近すると128門の対空砲が作動したうえで離脱のための加速を開始する。それを解除するにはレーザーキーによる解除プログラムを限定された受光部に照射しなければならない。今でも一年戦争の頃のMSやMAが多数残っている。
- 船内のシステムの中に「ハーモニー」と言うOSに乗っているエキドナと言うシステムがあり、システムによって船の外部に設置されている無数のカメラやセンサー網によって船外を監視しており、船外で行われている戦闘状況をモニターしてそこから得られた、画像や推進剤の分光や監視対象の速度や移動方向や攻撃のタイミングなどを全て取得して、そこから監視対象が操縦しているパイロットのバイタルデータを取得して、そこから「ジョニー・ライデン」を発見してバイタルデータを特定することで、それをキーとして艦内にあるザビ家の復讐装置である「アスタロス」を搭載したミサイルを発射・起動させる。
- スマートフォンゲームアプリ『機動戦士ガンダム U.C. ENGAGE』のイベント「0079 真紅の稲妻」にも登場。ムービーでは、一年戦争終結直前にギガン、イフリート、ビグ・ルフなど無数の種類の公国軍MS・MAを搭載し、ジョニーの部下に託されてア・バオア・クー宙域から離脱する。一年戦争終結から5年後、ジャーナリストとなったカイ・シデンは、「キマイラ隊全滅」という符牒を合図に公国軍総帥府が同隊に関する複数の攪乱情報を流し、本艦に何かを隠して戦線を離脱したのではないかと推測している。

### ザビ家の復讐装置
- ジオン軍が開発した、旺盛すぎる繁殖力で他の生態系を破壊する環境破壊兵器「アスタロス」（『機動戦士ガンダム外伝 コロニーの落ちた地で…』に登場）をスペースコロニー内部に対して散布・実行するシステム。「ミナレット」から起動される。
- オクスナー・クリフはキマイラ隊の接収時に実際に起動確認画面を見てその存在を知っている。また、旧ジオン公国の上層部であるホルスト・ハーネスもその存在を知っている。キマイラ隊残党のリーダー格であるジーメンス・ウィルヘッドは、その存在を知らなかった。

### テミス
- ジャコビアス・ノードが社長を務める民間軍事会社。キマイラ隊を捕獲したオクスナー・クリフ首相補佐官（初代FSS会長）のバックアップを受けている。
- キマイラ隊由来の部隊でありその中核も旧「キマイラ隊MS第一小隊」であるが、それ以外にも元連邦・元ジオン、元ティターンズなどの構成員の寄り合い所帯となっている。練度は高く、オクスナー・クリフから回されてくる装備（旧公国製やティターンズ系の払い下げ品）もあって一個中隊規模の戦力を維持し、表の業務以外に「サングレ・アスル」の守護や定期的に「ミナレット」に推進剤の補給やメンテナンスをしている。
- ゲルググキャノン、ジム・クゥエル、ラムズゴックなどを所有。航空戦力も擁している。だが、あくまでも体裁は民間企業なので回せる予算には限度があり、人的被害は当然として作戦後に撤収する際にも回収できる装備は可能な限り回収し損害の補填に充てる（正規軍の場合、人命の保護を優先して装備類は遺棄していくこともある）。
- 「テミス(THEMIS)」とはギリシャ神話の「法と掟」の女神であり、剣と天秤を持った姿で表現され、同社の社章もこれをモチーフとしている。

### 茨の園
- サイド5にある破壊されたスペースコロニーや撃沈された戦艦などの残骸を中心に建造された基地。かつてはデラーズ・フリートが軍事拠点としていた。
- デラーズ・フリートと通じていたアナハイム社常務の自殺後に常務の所持品から座標データが発見され、以後、アナハイム・エレクトロニクスが秘密の運用テストエリアとして管理している。
- アナハイム社主計局次長フークバルトから、軍事拠点を欲していたユーマ・ライトニング、ジーメンス・ウィルヘッドら「キマイラ隊」残党に提供される。キマイラ隊の活動拠点としての整備が急ピッチで進められており、最終的には700人規模までの人員増加を予定している。

## Federation Survey Service
略称FSS。戦史や戦争によって散逸したデータ収集と資料の編纂を行う一種の外郭団体。公的機関や民間に対しての公開可能なレベルの調査資料の提供や、一般公開可能な資料に基づいたドキュメンタリー番組の制作・それらのソフト販売も行う。レッド・ウェインラインたちの所属するチームは、調査部第一課に属し、特にモビルスーツを始めとした機動兵器の調査を行っている。

### FSSの経緯
- 宇宙世紀0080年の一年戦争の終結後、連邦軍が卓越したジオン公国軍の技術を接収することを目的に設立された「兵器群調査委員会」を母体とする[注 1]。初代委員長は、オクスナー・クリフ大佐（一年戦争においてキマイラ隊を捕獲）。
- 宇宙世紀0082年、調査規模が当初の想定を上回った為、組織の拡充が行われ「Federation Survey Service」と改称されて、「第一次FSS」に移行[注 1]。
- 宇宙世紀0084年、旧公国軍と連邦軍のMSVの発掘、分析、体系をまとめた「Action Graphic」を発表し、その成果により組織拡大が行われ「第二次FSS」に移行。この時、スペースノイドとの融和政策の一環として戦史調査等が共同事業化され、ジオン共和国との人材交流プログラムが発足[注 1]（宇宙世紀0086年にアマリア・グリンウッドを装ったリミアが出向してきたのもその流れ）。
- 宇宙世紀0089年より、新たに一年戦争当時に散逸した資料を収集・検討し、その編纂・保存する事業を連邦政府および連邦軍より委託され、その事業に関しては最大限の権限を保証されている。

### FSSの組織概要
- FSS代表：ジル・ブロッケン・フーバー。監査部（監査役員10名）、財務部、調査企画部、実行関係部署から組織されている[注 1]。
- 実行関係部署は、調査部、資料管理、保安、広報（代表：リバー・コーナー。ソフト開発・販売などを行う）、総務であり、その調査部に属する調査チームは4名から成り、宇宙世紀0090年には16チームが編成されている[注 1]。
- 予算は連邦政府議会から捻出されているが、それ以外にも様々な個人・団体からの寄付を受けており、大口の団体にはジオン共和国そのものや、双方の政治家も含まれている。
- 人員の内の約10%は幽霊役員とも呼ばれる軍部を始めとした組織からの天下りであり、それらのコネもあって組織的な保護や便宜を図られている。その引き換えとして様々な、公にできるものや極秘資料を含め記録保管庫として利用されている。保管されている極秘資料を全て公開した場合、連邦政府が崩壊するとも言われている。

### FSS報告書「MOBILE SUIT PROFILE」
各巻にはFSS報告書が挟まれている。
- 1巻
  - FILE-25EF-2564「フルアーマー・ガンダム TYPE-B」
  - FILE-85ZN-5294「ザクII 先行量産型」
  - FILE-49IK-7269「ボールM型」
  - FILE-35LP-3375「ザクII 陸戦高機動型」
  - FILE-88HL-7938「UNKNOWN（不明機）」（青いゲルググ）
- 2巻
  - FILE-69ZN-1957「キマイラ」
  - FILE-97KL-8236「グフ複合試験型」
  - FILE-98DP-9725「多目的カメラモジュール」
- 3巻
  - FILE-12LO-9866「コア・ブースタープラン004」
  - FILE-15MO-3225「TMS-TMA」（可変MS-可変MA）
  - FILE-85ZN-5294「コア・ファイター」
  - FILE-93AM-9210「MS支援システム」（Gファイター）
- 4巻
  - FILE-14JL-6648「G FIGHTER VARIATION」（特殊型Gファイター）
  - FILE-42KP-3657「強襲型ガンペリー」
  - FILE-85ZN-5294「ジム・ナイトシーカー」
- 6巻
  - FILE-22ZK-9842「設計支援システム」
  - FILE-32ZN-2594「水陸両用MS」
- 8巻
  - FILE-57NO-6750「MSのステルス性能」（アッガイ）
- 10巻
  - FILE-97FW-9735「ラムズゴック」
- 15巻[注 3]
  - 「ジュリック」
  - 「ビグロマイヤー」
- 19巻
  - FILE-31IK-5279「Various verification wark」（各種素材および機構等検証作業）
- 設定集
  - 「ジュリック」巻末に掲載された動画データ。フーバーがレッドを含めた調査チームを率いて発見した機体が突如起動。散々暴れまわった挙句、頭部を撃ち抜かれて停止するが、コックピットは無人だった。

### 「ウェイライン隊」
- 一年戦争末期、ジョニー・ライデンが搭乗する高機動型ゲルググと交戦・捕獲した連邦軍のMS部隊。この時、ウェイライン隊は壊滅寸前にまで追い込まれる。ジム・インターセプトカスタム及びジム・ガードカスタムで編成されている。
- 交戦時のジョニー・ライデンはユーマ・ライトニングとの戦闘でMS、パイロット共に深手を負った状態であった。

## 登場人物

### FSS
レッド・ウェイライン  (Led Wayline)
声 - 井上和彦（Gジェネ ETERNAL）
本作の主人公。FSSに所属するテストパイロット。立場的には連邦軍からの出向人員で、本人いわく「射撃は下手」。
U.C.0056年生まれ（34歳）、北米オハイオ出身で母親も存命、一年戦争中の所属などの軍歴も残っており、本人も疑っていないが、一年戦争で多くのデータが消失しているため、決定的な証拠とは言えないことも作中では示唆されている。
当初、自分をジョニー・ライデン呼ばわりする人間に強く反発していたが、ジャブロー戦にてイングリッドと対峙した際に、バイオセンサーの影響で「知らないはずの記憶」を垣間見て以降は、「自分が“ジョニー・ライデン”として振舞うことで皆が納得するなら、それも良い」と「自身がジョニー・ライデンであること」を肯定するかのような態度もとる。ユーマから譲渡された高機動型ゲルググに乗るようになってからは急速に操縦の勘を取り戻しており、コンペイトウ宙域での戦闘では、高いNT能力を持つイングリッドを手玉に取るような機動を見せている。
フーバーによると、一年戦争末期に捕えたジョニー・ライデンを収容した病院船が戦闘で被弾。彼を収容したブロックは辛うじて無事だったが、収容者が全員意識不明だったことも含めて、個人を特定する方法が無くなっていた。レッドは、その中でもキマイラ隊から回収したデータや動態反射から92%（フーバーは自身の感覚から+7で99%）の確率でジョニーと判断されている。
強化人間であるユーマやイングリッドは彼がジョニー・ライデンであることに疑いを抱いておらず、またジョニーの腹心であったジャコビアスも、半ばそれを確信している様子を見せている。
リミア・グリンウッド (Rimia Greenwood)
サイド3（ジオン共和国）出身で、作中冒頭時期の半年前に人材交換プログラムの一環でやって来た工科大学院生。レッドの所属するチームの技術担当兼エンジニア。甘味と食事に関しては並々ならぬこだわりがある。
一年戦争終戦時に行方不明となったエースパイロット、ロイ・グリンウッド（MSVの登場人物）の娘である。また、義父であるレオポルド・フィーゼラーからは、電子ロックのキーコード解析機などの扱いも習っている。アマリアという姉がおり、頭が上がらない存在。
ジオンマークが入ったハロを所有。それに記録していたデータや、度々引き起こされるトラブルから「レッドの正体」に関心を持ち始めた。レッドをからかうことも多いが、レッドのことを憎からずも思っているようで、ユーマにはレッドとの仲を勘繰られた挙句「姐さん」と呼ばれる様になってしまっている。
ジャブロー戦では、発見した打ち上げ準備中だった無人の「サングレ・アスル」に乗り込み、そのまま宇宙へと飛び立ってしまう。打ち上げ後、慣性航行に入ったサングレ・アスルの融合炉を始めとした（自動航行システム以外の）システム立ち上げを行い、コンペイトウ宙域での交戦反応を見つけると、「サングレ・アスル」の機器を使い、メッセージを発信する。搭乗機が小破して移乗してきたクリストバル、アイザックで先導するエメの協力を得て艦を動かし、宙域外への離脱を行う。ニカーヤとの合流後、レッドや皆に迷惑をかけたことを謝るが、その姿は「父親を前にした子供」そのままだった。
レッドのゲルググから得た「シャアの戦闘データ」でシミュレーションプログラムを組んだりしていたが、フークバルトからキマイラが使用する新しいMSの開発を依頼され、姉のアマリアを招聘するよう依頼する。グラナダのアナハイム社にてアマリアとリック・ディアスを開発した第二研究事業部らの協力の元、新規機体を開発しており、開発途中で発生した問題をフークバルトから提供されたネオ・ジオンのMSデータを使って解消し、キマイラ隊の新規MSゲルググ・ウェルテクスを開発した。最終決戦後にはキマイラ隊を駆り出してFSSのMS評価試験をしていた。
リミアが一年戦争終戦の日にズム・シティ（ジオン公国首都）で体験したエピソード（防空壕に避難させられ、とても寒かった）は、『機動戦士ガンダム ギレン暗殺計画』で描かれた事件に基づいている。
アシュレイ・ブラウン・ブランドン (Ashley Brown Brandon)。
通称・ボブ。このあだ名は、リミアが初対面時に第一印象のみで決定したもの。レッドやリミアの同僚で、リミアには顎で使われている。もとは軍属で、多少肥えた体の割に身のこなしは早い。一年戦争当時は大学生。
アイシュワリヤ (Aishwaya)
FSSに所属するコンピュータ関連の専門家。ストレートのロングヘアを流して眼鏡をかけた褐色の肌の女性で、FSS内でも指折りのハッカーなのだが、少々天然ボケが入っている。
ジル・ブロッケン・フーバー (Jill Brocken Hoover)
FSS会長。一年戦争当時は連邦軍MS部隊の大隊長で、レッドの元上官を自称している。実は一年戦争でジム・インターセプトカスタムに搭乗しジョニー・ライデンの高機動ゲルググと戦い、負傷していた彼を捕らえた「ウェイライン隊」の隊長、ウェイライン少尉である。現在の名は偽名、あるいは変名で、旧知のディドコットやオクスナーからは「アルベルト」と呼ばれている。最終話によると重要な情報を握る立場である自身への戒めとしてジョン・エドガー・フーバーになぞらえて名乗っていると明かされる。
ジャブロー戦の終盤あたりから、自身も一年戦争時代の愛機であるインターセプトカスタムに搭乗して前線に立つようになる。
『MSV-R SEASON 2』では、本名はアルベルト・ウェイラインとされ、乗機のインターセプトカスタムは専用のカラーリングとされた。
スコット・ウォレス
リミアとは別のチームに属しており、整備マニュアルなど文書データ等の調査・収集を担当。FSSの裏にも通じている。スキンヘッドと染めた顎鬚が特徴。
本名はスコット・アンデルセン。元キマイラ隊の主計官であり、今でも元キマイラ隊の面々やジオン共和国下院議員レオポルド・フィーゼラーとも繋がっている。

### 旧キマイラ隊関係者
ジョニー・ライデン (Johnny Raiden、Johnny Ridden)
声 - 井上和彦（PV）
本作の中心人物で、階級は中佐。元々は『MSV』の登場人物であり、一年戦争当時、ジェラルド・サカイやトーマス・クルツと共にキマイラ隊に配属される。本作ではこれまでの「ジョニー・ライデンを描いた諸作品」を前提とした上で「様々な説が記録に残る謎の人物」とされており、主人公のレッド・ウェイラインと同一人物なのではという疑念を抱かれている。作中にはレッドを含めた12名の「ジョニー・ライデン候補」が存在しているが、既に5人までが処分済みとなっている。
「ミナレット」に保管されたデータの全貌を知る3人のうちの1人。
ヒュー・マルキン・ケルビン
「ジオン公国突撃機動軍」情報統括局局長。階級は大佐。
キマイラ隊の編成責任者で、「オールドタイプによるニュータイプ殲滅部隊の研究と開発。そしてその運用」という構想からキマイラ隊設立をキシリア・ザビに上申する。「ミナレット」に保管されたデータの全貌を知る3人のうちの1人。ジーメンスの言によれば、既に死亡している。
レッドの垣間見た記憶では、エイシアの死因をジョニーとしたり、ユーマにアスタロスのサンプルを持ち出させたりしている。1年戦争の末期にユーマに、ジオンの火を絶やさないためとキマイラ隊を存続させるための手段として自身の個人金庫にあるパッケージナンバー6のアスタロスのサンプルを持ち出す許可とそれをアクシズに届けるよう伝えていた。キマイラ隊の内乱時にはアクシズでの徹底抗戦を唱えており、敵対したユーマに撃墜され、瀕死の最中にユーマに対して「ジョニーの名はその帰還と共に暗く輝く」という言葉とジョニーを失いたくなければ、ユーマにアスタロスのサンプルを使ってジオンを再興するよう遺言を残して死亡した。復讐装置が起動した際に流れたメッセージによれば、ジョニー・ライデンとは士官学校時代からの親友であり、それゆえに自身と意を違えることが分かっていたという。メッセージを聞いた際にレッドはエイシアも交えた3人で私的に談笑する記憶を垣間見ている。
エイシア・フェロー
元キマイラ隊医療局局長。階級は少佐。現在でもキマイラ隊関係者の間で度々名前が出てくる女性であり、ヒュー・マルキン・ケルビン大佐、ジョニー・ライデン少佐と並んで部隊内でもトップ3に入る立場の人物。ユーマ曰く「ジョニーの良い人」。「ミナレット」に保管されたデータの全貌を知る3人のうちの1人。ジーメンスやユーマの言によれば既に死亡しているとのことで、キマイラ隊の内乱の早期終結を目論み、ミナレット艦内でジョニーと共にザビ家の復讐装置の機動システム「グリモワール」のプログラムの解除を決死の覚悟で敢行し、ジョニーをエアロックの外に突き飛ばした直後に自身のコードを使って機密保持用の爆薬を起動させ爆発に巻き込まれている。
ユーマ・ライトニング (Uma Lightning)
『MSV-R』の登場人物であり、ゲルググ高機動型のパーソナル機が本作の前に設定されていた。
「青いゲルググ」を駆り、ジョニー・ライデンと「ミナレット」を探している。孤児であり、元キマイラ隊隊員の中でも最年少の若手（当時10代前半）だが、旧公国軍で研究されていた強化パイロット試験体であり、ジョニーと互角の腕を有し「青き雷光」の異名をもつ。一年戦争後は、その混乱に乗じて連邦軍第202技術試験大隊所属の大尉の軍籍を手に入れ、連邦軍部隊を装いながら地球上の「キマイラ隊」および志を同じくするジオン軍残党の事実上のリーダーとして活動。
彼の運用する高機動型ゲルググ改は連邦軍の最新技術素材とジオン系技術で改修された高度なハイブリッドカスタム機となっている。既に中身は別物になっているが「高機動型ゲルググ」の外見にこだわるのは「（自分だと）ジョニーに気付いてもらうため」。このことも含め、エースパイロット、軍人としての冷徹な面を持ちながらも少年のような無邪気さが混在している様子がうかがえる。後に彼を診察したFSSの医師も、その若干の幼児性が強化の結果なのか、生い立ちからくるものなのかは判断しかねている。一年戦争末期、部隊内で起きた内乱ではヒュー・マルキンを撃破し彼からの遺言を聞き、キマイラ隊を存在させるためにヒューの個人金庫からアスタロスのサンプルを持ち出して、アスタロスの存在をキマイラ隊存続の切り札にしようとしており、その最中にライデンと戦い、生身のジョニー・ライデンを銃撃してしまったことがトラウマになっている。
レッドを自分が長年探して来た、ジョニー・ライデンであると確信しており、レッドと行動を共にしているリミアを「姐さん」と呼ぶ。
環境改善プラントに、ジョニー・ライデン墜落したと知ると環境改善プラントに向かい、ナイトイェーガー隊のヴァースキが搭乗するジム・ナイトシーカーと戦うが、地上戦での経験差から敗北。戦闘後はFSSに回収される。
FSSに入院加療と調査を建前に保護されるが、連邦軍からは軍歴詐称を始めとした服務規程違反などで引き渡し命令が来てしまうが、リミアとレッドの手引きにより脱走。ジャブローに向かうために自分が手配していたユーコン級潜水艦を呼び寄せ、南米へ向かう。ジャブロー戦ではアッガイに搭乗。ジャブロー戦後はレッドとジャコビアスと共にニカーヤのMS第一小隊を結成。宇宙に上がってからはFSSが所有していたギャン・エーオースに搭乗している。
コンペイトウ近傍中域での演習に偽装したサングレ・アスルの探索作戦では、当初は予定通りの演習をしていたが、ヴァースキが演習に乱入をしてからはそのまま戦闘に入った。シャアが戦闘に介入してからは、ヴァースキとイングリットと共闘しシャアとの戦闘に入る。レッドが参戦後はレッドの指示でニカーヤに武装を取りに戻りに行き、戦闘が終わった後は大破したレッドのゲルググを回収した。旧ア・バオア・クーへの出撃前にはレッドとジャコビアス両名に、自身が聞いたヒュー・マルキンの遺言を伝えた。
イングリッド0 （イングリッド・ゼロ） (INGRID-0)
元キマイラ隊の少女で、現在はゴップの養子。クローン技術を用いて造られた生まれながらの強化人間であり、高機動戦闘に特化した能力を持つ。一年戦争末期にキマイラ隊に配属される。当時はユーマと共にジョニー・ライデンの隊に属しており、上司と部下というより師弟関係に近い間柄であるが、普段から訓練では引っ掛けに近い戦法で一杯喰わされているため「データ上の戦術機動はジョニーより赤い彗星の方が上」と言ったりしては、ジョニーに心酔しているユーマとケンカをしている。
キマイラ隊の内乱終結後に、ユーマの叛乱時に際してジョニーによって冷凍睡眠状態となり、冷凍睡眠中にキマイラ隊が連邦軍に拿捕され、その後表向きは養女としてゴップ議長に預けられる。実際はユーマとは同い年だが、冷凍睡眠の期間が長かったため未だにミドルティーンの容姿を保っている。そのこともあって技量はともかく長丁場の戦闘行動になった際のスタミナは低い。
彼女も「ジョニー・ライデン」のコードネームで呼ばれており、ギャプランでレッドのコア・ブースターに仕掛けた際にも名乗っている。レッドからは、直接顔を合わせた時に「ジョニ子」と呼ばれている。レッドとの去り際にジャブローに行くように伝言を残した。最終決戦時の本人の独白および「ジョニー・ライデンの記憶」によると、ヒューによってジョニーの影武者となるべくジョニーの因子を、それを知ったエイシアによってエイシア自身の因子も組み込まれていて、「ジョニーとエイシアの娘」と言える存在と判明する。
ジャブロー攻略作戦では各部をアップデートしバイオセンサーを搭載したヘビーガンダムで出撃。ヴァースキをして「末恐ろしい」と評される戦闘力を持ってジャコビアスを凌駕し撃破、続いて現れたレッドの駆る「紅いゲルググ」と互角の攻防を繰り広げる。
ジャブロー攻略作戦後は、養父であるゴップの自宅の庭にて、ヴァースキと共に「新生ネオ・ジオン」の存在を聞かされ、今後のことについて話をしヴァースキら「ナイトイェーガー」と共に宇宙に上がった。宇宙に上がってからは、ナイトイェーガーと共に慣熟訓練を行っていたが、コンペイトウ近傍中域でのFSSの演習を知ると、そこにサングレ・アスルが有ると確信しそれに介入をする。乱入当初はレッドと交戦していたが、ニュータイプの感によりシャアの戦闘参戦を感じると、レッドとの交戦を放棄しシャアの元に向かい戦闘に入る。シャアのもとに向かうとその場にいたキマイラ隊のメンバーに機体のパイロットがシャアだと告げる。ジャコビアスとユーマとヴァースキらと共にシャアとの交戦に入り、シャアによって機体が小破しつつも互角に渡り合っていたが、ヴァースキの命令で戦闘から撤退をする。
コンペイトウ中域での戦闘終了後は、ルナツーに向かいながら、ヴァースキの機体に残っていた、戦闘映像を見ながら今後のことを協議しており、自分たちの機体が大破や相当なダメージがあることについてどうするのかと聞くと、ヴァースキから親孝行をしたら良いと言われて嫌と言いながらも、宇宙に上がってきたゴップに演技ながらも飛び切りの笑顔で出迎えた。最終決戦では意識を失っていたレッドを呼び起こし復讐装置の停止に協力した。
エピローグとして描かれた宇宙世紀0095年には、大学に通いつつ、専用機のギャプランを自家用機として、ゴップの代わりに家の付き合いを多く任されるようになっている。ゴップから自身が大学を卒業後にFSSの理事にならないかと言われ、ももしFSSの理事になった場合の立場を言われると、それも良いと言っている。また自分でもゴップの娘に相応しくなっていると自覚している。
ジャコビアス・ノード (Jacobius Node)
『MSV-R』の登場人物であり、ゲルググキャノンのパーソナル機が本作の前に設定されていた。
元キマイラ隊MS第一小隊のNo.2でジョニー・ライデンの元相棒。階級は大尉。彼曰く、MS第一小隊のモットーは「諦めるな、最後まで見届けろ」。
トップスナイパーであり、三連式多目的カメラモジュールを装備したゲルググキャノンを駆る。連邦製ロングレンジライフルを使用し、ノーマルスーツのヘルメットもライフルのセンサーと同調したシステムを搭載した特製。狙撃に際してはMS側の射撃補正装置は切ったマニュアルで行っており、戦闘艦の索敵範囲外から有効射を与えるほどである。
現在の表向きな身分は民間軍事会社テミスの社長。オクスナー・クリフの「猟犬」を自称している。だが、エメに言わせると、そう簡単に他人の下に付くタイプではないとのこと。
最初のジャブローでの遭遇では立場の違いからユーマと戦闘になるが、環境改善プラントでのユーマの危機に際しては、社の損失を省みず“ユーマの救助”を“表の仕事”として成立させる指示を行う。その後FSSを訪れ、レッドらに自身の知る「キマイラ隊の概要」を証言した。証言内容の真偽については不明だが、それによればキマイラ隊へ転属する前は、ガルマ・ザビ麾下の地球方面軍に所属。ホワイトベース隊との戦闘には招集されていない。ガルマ戦死後にオデッサに転属となり、オデッサ作戦後にキマイラ隊に招聘された、としている。
一年戦争終結後はオクスナー・クリフの部下となりジャブローに秘匿されている「サングレ・アスル」を守り続け、その奪取を目指すユーマ・ライトニングたちと対立する。ゴップ議長が手配したナイトイェーガー隊のジャブロー侵攻に際しては、自ら出撃してヴァースキが操るギャプランと激闘を繰り広げるが、遅れて登場したイングリッドのヘビーガンダムに機体を撃破され、自身が「歳を取ったという事実」に感じ入るも、スナイパー仕様のジム・クゥエルで再出撃し部隊を指揮し続ける。ジャブロー戦終結後は現地から撤収、ジャコビアス本人はオクスナーの指示でニカーヤに合流、レッド、ユーマと共にニカーヤのMS第一小隊を構成する。
宇宙に上がってからは機体を再びゲルググキャノンに戻しており、コンペイトウ中域での演習では当初は戦闘感を取り戻すための訓練をしていたが、ヴァースキたちによる介入後は交戦に入っていたが、ユーマからエメとクリストバルのフォローに入るように言われ、サングレ・アスルを見つけたエメとクリストバルのフォローに入り、サングレ・アスルを奪取しようとしているコンペイトウの連邦軍との交戦に入ったが、その後シャアに介入されてからは、イングリットから乱入者がシャアと聞かされると、シャアにサングレ・アスルを渡さないために、イングリットたちと共にシャアと交戦に入り、狙撃での援護を行い、遅れて来た「ムサカ」に対して索敵範囲外からの狙撃での撃墜を狙うも、初めて見た艦級であったこととニュータイプのアルレットがいたことでムサカに多少のダメージを与えるだけになり、直後にダントンに妨害されたことで狙撃を断念した。
最終決戦では起動した復讐装置の多くを撃墜した。最終判断として木星に沈めることが決定したミナレットを木星まで回航する手はずを整える。
ジーメンス・ウィルヘッド (Siemens Willhead)
『MSV-R』の登場人物であり、ゲルググ高機動型R型のパーソナル機が本作の前に設定されていた。
元キマイラ隊MS第二小隊隊長。階級は大尉。
キマイラ隊創設時から配属された古参であり、戦後はエメと結婚、ユーマから連絡が届くまではサイド1でパン屋を営んでいた。表向きはアナハイム・エレクトロニクスの社員ということになっており、アナハイムから提供される援助と引き換えに試作・開発された各種部材のテストも行っている。ジェラルドから元パン屋と言われるも、本人はまだパン屋を辞めているつもりは無く、休店期間の売り上げはユーマに保障するよう言った。
エメと2人でスゥイート・ウォーターに向かいホルスト・ハーネスからの面会を希望を受けると、ホルストと接触して2人きりで話し合いをしたことで、シャア・アズナブルが総帥のネオ・ジオンが密かに動き出していることを知る。そしてホルストからミナレットの返還を要求され、話し合いの最中に「ミナレット」に自分たちも知らない秘密（ザビ家の復讐装置）があることを知り、ここでは結論は出せないと言い、ホルストとの面談を終えると、キマイラらの隊員と話し合いジャコビアスと接触して「ザビ家の復讐装置」の情報を得るため、怪しまれないようにクリストバルとエメを新婚旅行という形で地球に派遣する。その後キマイラに戻ってきたガーニムとマイヤーと再会し、アナハイム社から派遣されてきたミリィとフークバルトから、アナハイム社上層部の意向を聞き前々から要望していた拠点となるものとして、アナハイム社が密かに持っていた「茨の園」を拠点として譲り受けた。
その後は茨の園を拠点とし、フークバルトから提供された地球から打ち上げられた物体を捉えた映像から、ザンジバル級用のブースターの反射光だと確認して、打ち上げられたのが「サングレ・アズル」の可能性が出たことと、ユーマやエメらから連絡が無かったことからキマイラを出航させて哨戒してた所ネオ・ジオンの艦隊2隻を発見してマイヤーメイとガーニムと共に交戦に入り、格の差で圧倒して、撤退を見逃してワザと敵艦隊を生かして帰らせた。その後FSSの艦隊がソロモンでの演習を行うという情報を知ると、ソロモンへの遠征を決め、ソロモンへ向かいソロモンでの交戦情報を確認すると、スコットからユーマとジャコビアスとジョニーにエメとクリストバルが一緒に宇宙に上がると連絡を受けていたことで、ソロモンへの出撃を決め出撃の準備途中でさらに「サングレ・アズル」の噴射光のデータを知り、一連の騒動について藪蛇どころではないと気づき、マイヤーメイとガーニムと共に出撃し、戦闘空域に向かう最中に「サングレ・アズル」を先導している機体のIFFコードがエメのコードであるとの情報を知り、事態が読めないが、エメが「サングレ・アズル」を連邦に渡せないと判断したことで、エメを援護するために「スキウレ」を使ってキマイラと共に砲撃をすることで「サングレ・アズル」を追う連邦の後続部隊を退けた。。その後FSSの艦隊らと合流して彼らを「茨の園」へと先導し、「茨の園」でエメやジャコビアスらと合流をする。
エメ・ウィルヘッド (Emme Willhead)
『MSV-R』の登場人物であり（ただし旧姓のエメ・ディプロムとして）、ゲルググ高機動型（R型）のパーソナル機が本作の前に設定されていた。
元キマイラ隊MS第二小隊のNo.2。階級は中尉で、キマイラ隊唯一の女性パイロット。現在はジーメンスの妻。場の雰囲気が暗くなるのを嫌うタイプで、ユーマやクリストバルだけではなく、夫であるジーメンスも振り回している。
ジーメンスからの指示で、ジャコビアスと接触して情報を得る目的から、AE社の社員としてクリストバルと夫婦という設定の新婚旅行という名目で地球に向かう。テミスにジャコビアスが居ないと分かるとスコットのもとに向かい、スコットから様々なことや状況を知り、ダカールからジャブローに飛ぶことになり、スコットが手配したドム・マーメイドを駆り、テミスのラムズゴック隊と戦闘となる。その後はレッドと共に行動していたユーマと再会する。宇宙に上がってからはニカーヤのMS第二小隊としてアイザックに乗りこんでサングレ・アスル探索を行う。
クリストバル・ラザフォード (Cristobal Rutherford)
元キマイラ隊MS第二小隊隊員。キマイラ隊配属前はアフリカ戦線の「カラカル隊」に在籍しており、同隊隊長のロイ・グリンウッド少佐からのみ「クリス」と呼ばれていた。エース級のパイロットではあるが、第二小隊では一番下っ端であるため、苦労が絶えない。リミア・グリンウッドのことを恩人の娘と考えている。
ジーメンスからの指示でジャコビアスと接触して情報を得るために、エメと夫婦という設定でAEの社員として新婚旅行という名目で地球に向かう。テミスにジャコビアスが居ないと分かると、スコットのもとに向かい、スコットから様々なことや状況を知る。その際にスコットから、この一件にかつての隊長であるロイの娘であるリミア・グリンウッドが関わっていることを知った。スコットとダカールからジャブローに飛ぶことになり、スコットが手配したドム・マーメイドを駆り、テミスのラムズゴック隊と戦闘となる。宇宙に上がってからはニカーヤのMS第二小隊としてジムIIに乗りこんでサングレ・アスル探索を行う。介入してきたシャアによって機体が小破。戦闘続行を断念し、サングレ・アスルに乗り込んでリミアのサポートを行った。その後、リミアが開発したゲルググ・ウェルテクスのテストパイロットとしてグラナダに向かい、アマリアから「一年戦争」の時に父のロイからの手紙に自分の名前があったことから、かつてロイの部下であったことを言われ、それを認め彼らに父親の話を伝える約束をする。
アナスタシエフ
「キマイラ」の艦長。ジーメンスと共に元第2小隊と艦の指揮を執っている。
マイヤー・メイ (Meyer May)
元キマイラ隊々員。別行動をとっていたが、ジャブローでの紛争開始時に、地球上空でジーメンスらと合流する。
皮肉屋で、物ごとや相手を揶揄する言い廻しをよく使う。また、古風な言い回しも多い。MS戦では近接戦闘を得意とし、輪形型で3か所からビーム刃を発生させる投擲も可能な武器「ビーム・チャクラム」を使う。
ガーニム・ムフタール (Ghanim Moufftard)
元キマイラ隊々員で、マイヤーとともに合流。髭を蓄えた巨漢で、対艦戦のエキスパート。マイヤーからは「我らが盾」とも称されている。
ジェラルド・サカイ
階級は大尉。『MSV』の登場人物でもある。ア・バオア・クー戦前に部隊を離脱した一人で、元キマイラ隊々員として一年戦争後の生存が公となっている数少ない人物。サイド3（ジオン共和国）での情報収集中であることをクリストバルらが語っており、18巻でキマイラ隊に合流した。
6巻冒頭にて一年戦争当時の姿が、ユーマ、ジャコビアス、トーマス・クルツと共に描写されている。

### 地球連邦政府・連邦軍関係者
オクスナー・クリフ  (Oksner Cliff)
連邦政府首相補佐官。一年戦争時は開戦派だったレビル大将の幕僚の1人で当時は大佐。FSSの前身である連邦軍兵器群調査委員会の初代委員長でもある。政界では次期首相の有力候補とされているが、自身は戦乱の時代を「運良く生き延びただけ」と自嘲し、派閥を持たず傍観している。知恵の輪やルービック・キューブなどのパズルを手慰みにする癖がある。
シドニー出身で、当初は開戦論者であったが、戦後に故郷の惨状（シドニーはコロニー落としの被災地）を見て、人類の底知れぬマイナス面を強く意識する。その後、人類存続の助力になればと政界に転身。「人類の存続」という目的はゴップ議長と共有しているが、そのために目論んでいる手法は「ザビ家の復讐装置」を用いて、全てのスペースコロニーを居住不可能な状態にすることで、現存人類全てを一度地球に戻し、宇宙世紀を一旦終了させる。棄民同様に始まった現在のスペースコロニーを廃棄し、改めて人々の希望と祝福による宇宙開発をやり直すことで、アースノイドとスペースノイド間のわだかまりや争いを無くそうというものである。
最終的にミナレット争奪戦の勝者となるが、復讐装置を意図せず起動させてしまったことを気に病んでいたところ、ゴップから、「自身が壊そうとした世界をもっと見るべきだ」「連邦大統領になって被害の出たコロニーの視察に行け」と発破をかけられる。
スモリアノフ
オクスナーの秘書。秘書としてラムズゴックの手配等の表の仕事をこなすだけではなく、ジョニー・ライデン候補の排除等、裏の仕事も行う。リミア・グリンウッドの排除に関してはジオン共和国との外交問題となるため断念している。
ゴップ (Gopp)
地球連邦議会議長。オクスナーの選挙のために根回しを進めているが、同時に「キマイラ隊の生き残り」を監視している。『機動戦士ガンダム』の登場人物であり、一年戦争時は連邦軍の将官だったが、軍政を担当し、前線に出ることはなかった。連邦軍の管理運営者として、必要とされる資金、物資を確保し、必要とされる場所に配備する能力に長けており、これは一年戦争に従軍していたヴァースキも作中で認めるところである。
一年戦争後に退役し連邦議会議員に転身する。一年戦争以後も紛争の続いた10年をティターンズ、エゥーゴのいずれにも与せず生きのびて、結果として連邦議会の最大派閥を形成するに至る老獪さが、本作では高く評価されている。作中での行動に対して彼自身はスペースノイド・アースノイドの区別なく「人類の存続」を望んでおり、アースノイドにとって重要な地球環境を維持・改善するプラントを不要と言い放つが、自身が人類社会の寄生虫であり、自分が得た利益も人類社会あっての物である事も理解している。
イングリッドを表向き「養子」として引き取っており、曰く「娘は持った事が無く、新鮮な毎日」とのことで、あちこち連れまわしている。これは「幼女を養子にして喜んでいる俗物」と周囲の目を欺き、政敵の油断を誘う意味と、表面的なものに騙される人となりであるかを判別するために行っている。また、どこまで本気かは不明だが、イングリッドの将来（嫁ぎ先）に関してはよく話題にしている。
「ミナレット」に関しては破壊することを望んでおり、オクスナーとはその点では対立しているが、「人類の存続」についてより良い案をオクスナーが提供できるのならば、例え意見が異なっていても手を貸す（オクスナーを連邦首相の座につけるよう議会協力を行う）度量も持ち合わせている。
イングリッドやヴァースキらには自身の可能な限り使える権力を使って支援しており、ジャブロー攻略戦後、ヴァースキとイングリッドに衛星軌道上に密かにいたムサイ3隻の出所や情報が出てこない事実と、とある勢力が人材を集め資金を募り軍備を進めている噂と様々な条件から、ムサイはシャアが率いる勢力の可能性があると話し、彼等を宇宙に行かせる手配をした。
コンペイトウ宙域での戦闘後は、宇宙に上がることを決め、ルナツーで機体が損耗していたイングリッドやヴァースキらに、早急な状況な中、自身が使えるだけの力やコネクションを使って新たな機体や持たせられるだけの武装を提供した。またイングリッドとヴァースキの言葉からシャアが「ミナレット」の獲得に動いていると確信している。
エピローグとして描かれた宇宙世紀0095年には連邦議会議長を辞し、家の付き合いも多くはイングリッドに任せながらFSS筆頭理事として活動し、FSSのアーカイヴを「月に移設する」計画を進めている。
ヴァースキ (Vasuki)
階級は大尉。連邦軍特殊部隊「ナイト・イェーガー」の中隊長として登場し、環境改善プラントでユーマと戦い、地上戦での経験の差で打ち倒す。その後、イングリッドの護衛の名目でゴップ議長の元に行き、自身の経歴や自分が戦場にしか興味の無い事を知ったゴップ議長に引き抜かれて、少数精鋭の独立部隊（ゴップの私兵部隊）「ヴァースキ隊」の指揮官となった。ナイト・イェーガー隊所属時はジムIIIをベースに作り上げられたジム・ナイトシーカーのカスタム機（特殊装備「海ヘビ」も装備している）に搭乗。ヴァースキ隊では青いカスタムカラーのギャプランを乗機として受領し、ジャブロー攻略作戦にイングリッドの御守り役を兼ねて従事する。宇宙に上がってからは元々空挺部隊用の機体であったナイトシーカーに、空間戦闘用の最新型量産試作機（ジェガン）のパーツを移植した機体を使っていたが、「コンペイトウ中域」にてシャア・アズナブルの駆るディジェによって機体が大破。ゴップ議長に代替機を頼んだが、届いた機体が「フルアーマーガンダムMk-II」という事実に少なからず困惑しつつも新たな乗機とした。
その正体は元ティターンズ所属のヤザン・ゲーブル大尉（機動戦士Ζガンダム、機動戦士ガンダムΖΖの登場人物）で、「ヴァースキ」という名前は偽名、またはコードネームであるが、遠まわしに認めつつも本人はあくまで別人であると韜晦している。旧ア・バオア・クーでの戦いの最中、自身は獣であると言うイングリットの発言を聞くと笑い声をあげ、人間でない僚機であるイングリットが自分に相応しいと言い相棒に隠し事は無しとして、自身がヤザンであると言った。イングリッドの願いを叶えると言い、自身をヤザン・ゲーブルとし戦い方をヤザンの戦い方に戻した。宇宙に上がってから自分達が乗っている戦艦のココノエ艦長に対して、自分が戦場を味わった事でそこが天地と知った事と過去の経歴を自虐気味に語る事で、信頼を獲得した。
エピローグとして描かれた宇宙世紀0095年ではイングリッドの口から相変わらず元気にしている様子が語られている。
バレンスタイン (Valenstein)、カワセ (Kawase)
ナイトイェーガー隊に所属するパイロット。バレンスタインは長髪の優男で同隊では副隊長を務め、カワセは多少厳つい見た目で頭にバンダナを締めている。共にゴーグル型の眼鏡を着用している。環境改善プラント作戦後、ヴァースキ隊に引き抜かれジャブロー攻略作戦に参加する。ギャプランを乗りこなし腕は確かだが、レッドの乗る高機動型ゲルググ改に出会いがしらに大破させられる。
宇宙に上がってからはナイトシーカーに最新型量産試作機（ジェガン）のパーツを移植した機体で訓練を行っている。
ブロイ・リゲラ (Broglie Ligera)
地球連邦軍第100MS飛行中隊所属。階級は中尉。乗機はアッシマー。一年戦争中期（当時の階級は少尉）ボールM型に搭乗し、地球衛星軌道上での機雷散布任務中にジョニー・ライデン率いるMS隊と接触し、所属していた第24哨戒艦隊は壊滅。その際に通信とはいえジョニー・ライデンと言葉を交わし、ユニコーンの紋章を譲り受ける（現在は彼が所属する中隊の部隊章となっている）。
その正体は連邦軍内部へ潜り込んだ元キマイラ隊の工作員。当時の所属は中核MS部隊ではなく艦隊直衛MS隊。レッド達に語った内容自体は事実だが、実際には連邦軍第24哨戒艦隊を壊滅させたプリムス艦隊側である。ユニコーンの紋章とその逸話を餌に、ジョニー・ライデンに関して探りを入れている者や「ジョニー・ライデン候補」に接触するのがおもな任務となっている。
ミシマ (Mishima)
地球連邦軍第104空挺師団長。階級は准将。ゴップの要請を受け環境改善プラントへ出動、輸送機から指揮を執った。
ディドコット・クレイ (Didcot)
ジャブローへ向かう足としてフーバーが手配したアーガマ級強襲巡洋艦「ニカーヤ」の艦長。階級は大尉。
フーバーとは古馴染だが、本来は艦長になる様なタイプではなく、一年戦争で上官がいなくなった結果、最先任だったディドコットにお鉢が回ってきた。一年戦争末期にはネルソン級MS軽空母の艦長を務めており、敵味方両軍の人材の払底を嘆いている。
マサトシ
「ニカーヤ」の操舵手。ディドコットに「マサ」と呼ばれている。本来はクレーンを使いセンチ単位でのズレを修正しながら行うカタパルトへの艦艇の設置を手動の操艦でこなす腕前だが、ディドコットからは任務や戦闘時には真剣みが足りないと評されている。
ココノエ (Kokonoe)
ペガサス級強襲揚陸艦「ブランリヴァル」の艦長。階級は大佐。艦長代理時代を含めると一年戦争時から12年間同艦に乗艦している。
自身の艦に来た、イングリッドやヴァースキ隊に対して彼等の機体や経歴などから異常であると感じており、彼等の指揮権が無いことと彼等からもこちらへの指揮権が無いことから、これをゴップからの「お願いを聞いてやってくれ」と言うメッセージと捉え、その後のヴァースキとの対面で、互いに自分達や彼らの立場や現状などやかつての経歴などを理解した事で期待されていると受け取り、ゴップ議長からは「同志」だと表現された事で彼らに協力をする事を決めた。連載時は隻眼だったが、単行本では黒いモノクルに修正された。
フィーリウス・ストリーム (Filies Stream)
『ギレン暗殺計画』の登場人物。ブランリヴァルのMSパイロット。階級は中尉。ガルバルディβに搭乗する。
元はジオン公国軍のギレン親衛隊に所属しペズン計画のテストパイロットを努めており、その後アナハイム・エレクトロニクス、カラバを経て連邦軍所属となっていることが『機動戦士ガンダム ギレン暗殺計画』で語られている。一年戦争から10年が経過し、実年齢は20代になっているはずだが、少年時代の面影は残っており一見すると女性と見紛う優男振りである。
「コンペイトウ中域」での戦闘では「ブランリヴァル」の防衛をしていたが、シャアら「ネオ・ジオン」の介入を知るとヴァースキ達の元に向かい、機体が大破し動けずにいたヴァースキを迎えに行き、大破した機体と共に回収する。ヴァースキからヴァースキの機体を大破された相手がシャアと聞かされると、あり得ると納得した。ブランリヴァルがスゥイート・ウォーターに寄港した際には、自身の来歴を使ってネオ・ジオン側の人物と接触した。
ガイウス・ゼメラ (Gaius Zemela)
『ギレン暗殺計画』の登場人物。ブランリヴァルのMSパイロット。ジムIIIに搭乗する。
一年戦争からのフィーリウスの部下。終戦後に同じ部隊に所属していたバネッサ・バーミリオンと結婚し、バネッサは現在妊娠中であることが会話で明らかになっている。その際、戦闘を楽しみにしていた為、フィーリウスからは父親になるのだから自重してほしいものと言われる。
マティス
ブランリヴァルのMSパイロット。フィーリウスの指揮下で一隊を指揮する。
コンスタンティン
コンペイトウ所属のパトロール艦隊指揮官。階級は大尉。今の連邦は動いているように見えていれば良く、実際に動いている必要はないと語り、クルーにノーマルスーツ着用を命じても自身は着用していない。
管理宙域内で騒ぎ始めたFSSとヴァースキ隊の戦闘を監視していたが、彼らの行動からお宝の匂いを嗅ぎつけた司令の指示で現場に送り込まれる。現場に行き「サングレ・アズル」を発見し確保をしようとするが、そこにいたFSSが相手であるので同軍が相手と言う状況に戸惑いを露わにし、さらにそこへ機体のテストとデータ収集を兼ねて参戦した、シャアらネオ・ジオンらとヴァースキ隊の巴戦となり、彼らとの圧倒的な戦力・練度の差に何も出来ず、彼らの目標である「サングレ・アズル」を貧乏神と断言し、介入を諦めて負傷兵の回収をしつつ撤退する。
その後、ゴップからの事の次第が分からずじまいのコンペイトウ司令部に対する詫びも込めた観戦武官という建前で、ブランリヴァルの僚艦として随行することとなる。その際に少佐に昇進しており、元の上司であるコンペイトウ司令には嫌味を言われた。ルナツーでゴップとココノエと会った際に、前線に立ちたいゴップから自身を乗せる気は無いかの問いかけには、ゴップにルナツーで待機する様言ったイングリットにココノエ共々感謝していた。

### アナハイム・エレクトロニクス社関係者
旧ジオン公国系の企業を買収し急成長を遂げた軍産複合企業。新規に開発した機材の「試用とその運用データフィードバック」を引き換えとして旧キマイラ隊第2小隊を事実上匿っている。MS開発（軍用のみならず、民生品）に関しての基礎技術の不足を懸念しており、オクスナーとゴップ議長双方に通じて、双方に資金や様々な武装やデータを提供することで、ミナレットのデータ入手を狙っている。
最終決戦後には、ゴップからミナレットを木星に沈めるまでの出発予定の3ヶ月後までに、ミナレットのデータを入手する形で決まった。
フークバルト・サマター (Hugbald Samatar)
ミリィと共に「キマイラ」に派遣された黒人男性で、アナハイム社主計局次長。
アナハイム社内のキマイラ隊残党の存在を問題視している派閥から派遣されてきた「鈴」であるが、彼自身はキマイラ隊の価値を認めていて、上層部と交渉し「茨の園」をキマイラ隊に委譲する認可を手に入れてくる。
新拠点を運用する分も含めてキマイラ隊の主計業務を引き受ける。拠点整備を進めているが、サングレ・アスルを伴い、入港してきたニカーヤに接触し、ミナレットのデータ譲渡を条件に破格の援助を申し出てくる。拠点整備の時点でかなりの金額を投資しているが「まだコロニー1基分も使っていない」とうそぶいている。その後、ルナツーにも訪れ、ヴァースキ用のMS・装備を手土産にしてゴップ議長相手に同様の交渉を進めている。
キマイラ隊が使用する機体開発をリミアに依頼。機体の設計途中で発生した、新規使用部材の検証期間の問題を自身の持つ権限などを使い、リミア達に現状期間の短縮を可能とするネオジオン（アクシズ）MSのデータを提供する。
ミリィ・チルダー (Milly Childer)
マイヤー・メイ、ガーニムがキマイラ隊残党に合流する際にアナハイム・エレクトロニクス社から茨の園へ派遣された女性メカニック。身分は上級技師。『機動戦士ガンダムΖΖ』の登場人物でもあり、ネェル・アーガマに乗艦した経験もある。
キマイラ隊の状況に対する判断と行動の迅速さぶり（悪く言えば「行き当たりばったり」）に「自分の派遣先はこんなのばかり」とボヤいている。
アイダ
かつてリック・ディアスを開発したグラナダ第二開発事業部のエンジニア。リミアによるゲルググ・ウェルテクス開発に協力した。第二開発事業部自体、大戦中はジオン側に所属しており、戦後になってアナハイムに移籍した。

### 新生ネオ・ジオン
作品の舞台は「第二次ネオ・ジオン抗争」前夜であり、アデナウアー次官によるネオ・ジオン崩壊後のアクシズ接収について触れられているほか、サイド1コロニー「スウィート・ウォーター」に不穏分子が集結していることなども語られている。
ホルスト・ハーネス (Holst Harness)
新生ネオ・ジオンの参謀総長。『機動戦士ガンダム 逆襲のシャア』の登場人物でもある。
軍官僚としてネオ・ジオンの窮状を踏まえて実現性の高い作戦を提案する一方で、連邦軍の庭といえる地球衛星軌道上にムサイ単艦で赴いてサングレ・アスルを巡るジャブローでの交戦を見届けるなど、前線後方問わず暗躍している。
本作では一年戦争開戦前の最高戦争指導会議やキマイラ隊創設式に出席していたことが明らかになっており、ジーメンスとはキマイラ隊発足時に面識があった。
「スウィート・ウォーター」でジーメンスと接触し、前もって彼等キマイラ隊の現状を知っており、彼等が「ネオ・ジオン」に加わらない事を理解しており、ジーメンスに対してキマイラ隊が隠匿した「ミナレット」の返還を求める。
また、ネオ・ジオンが時間的猶予や資本に乏しいため、5thルナ攻略はともかく、シャアが目指すアクシズ降下作戦を実行できる確かな確実性が得られないことや、連邦の所有している戦力と現場の指揮官クラスらにまだまだ有能な人物が多いことから、「ザビ家の復讐装置」を5thルナの代わりにすることを考えてシャア・アズナブルに具申をした。
シャアからはアスタロス探索自体は5thルナ占拠及び降下作戦の計画と並行して進め、確保に成功したら「アスタロス」をメインの戦略にし5thルナ降下作戦をバックアップするとし、本件について任される。
シャアに忠誠を誓っており、勘の良さや引きの強さから重大事が起こる場所に立ち会う人間だと評しているほか、シャアがアムロ・レイに未だ拘っていることを見抜いている。
一方でシャアが偉大なダイクンの子として生まれたことや、ガンダムと出会ってしまったことで運命が大きく変わってしまったと一人愚痴をこぼすなど、彼の輝かしい生まれや功績を理由に忠誠を誓っているわけではないことも示唆している。
ミネバについては幼子を立たせるつもりはないと語る一方で、彼女に歴史的出番が来るならもっと後だとも話しており、その未来を予見している。
なお、ジオン共和国での目撃情報がジェラルドからキマイラに送られてきた際には、クリストバルに「性質の悪い軍閥官僚オヤジ（後に「軍閥官僚の親父」へセリフが変更される）」と評されているが、なぜMSエンジニアに女性が多いのかをアルレットに尋ねた際、男が戦争ばかりしているからと皮肉で返された時は一瞬呆けた後に笑みを見せている。
シャア・アズナブル (Char Aznable)
ネオ・ジオンの新たな総帥として、難民収容のために建造されたコロニー・スウィートウォーターで活動している。ホルストたちが「ザビ家の復讐装置」を求めていることは知っているが、それを「悪趣味」と言い放ち、自身の目的を達するには不適格なものだと考えているが、ネオ・ジオンの資本や時間的猶予などの現状から、ホルストに「アスタロス」の確保に成功した場合そちらをメインの戦略にする事を言い、この事をホルストに任せる事にした。
パイロットから総帥となったことで周囲から気遣いされ、自らの行動も制約される現状に不満を抱いている。
コンペイトウ空域でのサングレ・アスル争奪戦では、サイコフレームの初期テスト用に改修されたディジェに乗り、当初はネオ・ジオンで使う装備のテストをしていたが、コンペイトウ近傍での戦火を確認すると、勝手に単独で先行し、戦闘に介入する。その場にいた連邦軍の機体や戦艦を撃退し、クリストバルやイングリットと交戦して機体を小破させ、その後に介入してきたユーマやジャコビアス、ヴァースキやレッドを相手取りながらも翻弄し、最後にはサイコフレームのサイコミュシステムを発動させて、機体に負荷をかけ過ぎた為、自身の機体を半壊させながらもヴァースキの機体を大破させ、レッドのゲルググも片腕を斬りおとしている。交戦の中でレッドの事を中佐と呼ぶなど、彼をジョニー・ライデンであると確信しており、ネオ・ジオンに来ないかと勧誘している。
その迷いを感じさせない戦い振りは「赤い彗星」の名に恥じない勢いがあり、グリプス戦役でクワトロを名乗っていたシャアと戦ったヴァースキからは「本当にあの金ピカ（百式）を操っていた男なのか？」と疑問を感じさせるほど生き生きとしているが、パイロットとして前線に出ることを止めようとしない行動に、ホルストを始めとした官僚や、自身を無事に戻さなければいけないロレンソや、古い付き合いのアルレットやダントンなどからは立場や分をわきまえて欲しいと度々苦言を呈されている。戦闘後、ロレンソやアルレットから苦言や文句を言われた後、アルレットとダントンを新規モビルスーツ開発のために月のアナハイムに向かわせる様指示を出す。彼らがグラナダでディジェのデータとキマイラ隊の戦闘データが解析出来た直後に、2人に対して大破したディジェの修復か代わりを用意するため帰還せよ、と後続命令を出した。
その後アナハイムから密かにキマイラが動いたのを知ると、自身の機体修復の途中にも関わらず、ダントンへアルレットに出撃するとメッセージを渡すよう頼んだ。その後戦力を率いて旧ア・バオア・クー宙域へ出撃する。
アルトネージ
エンドラ級巡洋艦「ミランドラ」の艦長。階級は少佐。シャアの親衛戦力を統率している。チベ級ティベ型「ティカル」と共にキマイラ隊と交戦するが惨敗。スウィート・ウォーターに戻るとシャアに戦力を消耗したことを謝罪するが、シャアはキマイラが相手なら戦力の消耗は覚悟しており、シャアからは無事に帰還させたことを労わられた。
アルレット・アルマージュ (Arlette Allumage)
シャア専属のフィッターエンジニア。一年戦争時代からシャア専属チームのフィッターエンジニアで、ダントンとやシャア専属チームのメンバーら共にシャアの事を今でも大佐と呼ぶ数少ない人物。ニュータイプである。
シャアとは一年戦争時代からの長い付き合い故か物怖じせず、ダントンとともに総帥の立場などに関係なく、辛辣な意見を述べられるなど、シャアとの高い信頼関係がうかがえる。ダントンにシャアはファミリーコンプレックスと説明しており、自分はせいぜいシャアに付いて行けなく無って、シャアの元を去ってしまった妹のアルティシアの代わりだと思っており、本人は自分の世界を開いてくれた兄とも慕うシャアの人生を見届ける事を嬉しがっている。
一年戦争時にシャア専属のフィッターエンジニアとなり、戦後はシャアやダントンと共にアクシズに逃れ、時期は未詳だがエゥーゴに転籍。グリプス戦役後はダントンと共にクリーニング屋を営み隠遁していたが、ダントンから見せられた、シャアが密かに活動している映像を見ると、ダントンと共にシャアの元に行きネオ・ジオンに加わった。ダントンと共にシャアと再開した時には、「君達には来て欲しくなかった」と言われるが、平然と「格好つけちゃって、仕方ないですね大佐」と返している。
コンペイトウ空域におけるサングレ・アスル争奪戦では、「ムサカ」内で試作段階のサイコフレームを搭載したディジェの調整作業を行っており、シャアに対して機体の説明と共に総帥であるシャア自らがテストを行うことに苦言を言うも、昔から変わらないシャアの様子に呆れていた。
シャアの身を案じる一方で彼が総帥の立場に満足していないことも理解しており、諫めてはいるが自分ではシャアを止められない事も理解している。シャアが単独で勝手に出撃後は、シャアの行動に呆れながらもダントンにシャアの事を頼んだ。旧ア・バオア・クーへの出撃時にはシャアを止めるのが無駄だとわかり、本人を前に無駄な努力はしないとシャアを止めなかった。
サングレ・アズル争奪戦後はシャアに対し、サイコ・フレーム使用時の指示を無視して、機体を半壊させた事に苦言を呈する。シャアからスウィート・ウォーターには帰還せず、ダントンと共に月のアナハイムに向かい、ネオ・ジオンのMS開発に加え、ロンド・ベルの装備を確認するよう指示を受ける。グラナダにあるアナハイム社で、キマイラ隊との戦闘データの解析が出来た直後に、シャアから帰還命令を受けディジェの修復か代わりを用意する様言われ、自分達の現状を分かっている様なシャアの勘の良さに呆れつつも、サザビーはまだ基礎フレームすら出来てない事と、シャアの以前の使用機体でもある、百式をボロボロにしてしまった過去がある為、ドクター・ナガノには頼みづらいという事から、貰い受けたばかりのパーツをスウィート・ウォーターに送る様手配をし、ダントンと共にシャアへのお土産を集める為にフォン・ブラウンに向かった。移動途中に偶然にもリミアとアマリアと出会い、ニュータイプの直感から、リミアをキマイラの関係者である事を見抜いた。
ダントンと共にスウィート・ウォーターに戻ってからは、エンジニア達と共に大破したディジェの修復に戻っていたが、ダントンから渡されたシャアからのメッセージを見ると、修復作業の途中にも関わらず出撃しようとしているシャアに対して、自分達の今までの過去のシャアによる無茶振りの数々を思い返し愚痴りながらも、ダントンやエンジニアらと共に、ディジェの修復作業を急ペースで行なっており、シャアの出撃時には修復と準備を終わらせディジェをディジェ・トラバーシアへと改修した。
エンジニアだがニュータイプとしての直感も健在であり、ムサカがジャコビアスに狙撃された際にはロレンソに面舵を進言し、ブリッジ直撃を免れた。
作者がストーリー構成とデザインを担当している『Twilight AXIS』の主要キャラでもある。
ダントン・ハイレッグ (Danton Highleg)
シャア専属のフィッター（テスト）パイロット。一年戦争時代から現在の立場におり、今でもシャアを大佐と呼ぶ1人でもある。一年戦争時代の階級は少尉。
一年戦争時にシャアから密かにアルレットの護衛の任を命じられており、戦後はシャアやアルレットと共にアクシズに逃れ、時期は未詳だがエゥーゴに転籍。グリプス戦役後はアルレットと共にクリーニング屋を営み隠遁していたが、シャアが密かに表舞台に出てきたのを知ると、アルレット相手には隠せないと思いアルレットにシャアの映像を見せ、アルレットと共にネオ・ジオンに加わった。
シャアとは一年戦争からの長い付き合い故か物怖じせず、ネオ・ジオンの総帥の立場になった今のシャアに対しても、平然と辛辣な意見を述べるなど、アルレットと共に高い信頼関係がうかがえる。尚自分達大佐専任チームがいつも、シャアの無茶によって時間が無くギリギリな状況には昔はよく不満を口にしてたが、今は本人曰く「慣れた」とのこと。シャアからは気に入られており、一年戦争当時にシャアのスカウトによってジオン軍の士官学校から強引にシャア専属チームの一員となっている。一年戦争当時にはシャアから信頼と信用の証として自身の仮面を取った素顔を見せられていた。
乗機はシュツルム・ディアスであり、シャアが戦火を確認後に単独で先行した後にアルレットから頼まれ、自身も出撃する。出撃後はディジェのデータ収集をしていたが、ジャコビアスによる「ムサカ」の狙撃を止める為に、戦闘に介入をしジャコビアスを見つけ狙撃を止めた。戦闘終了後は半壊させたシャアのディジェを回収した。争奪戦の後、シャアの指示でスゥイート・ウォーターには帰還せず、アルレットと共に月のアナハイムに向かう。グラナダでアルレットと共にディジェのデータの解析が出来た直後に、シャアから帰還命令と新しい指示を受ける。シャアが味を覚えてしまった為、キマイラが相手ならまた出撃すると確信している。
スウィート・ウォーターに帰還後はディジェの修復をしていたアルレットに、シャアからのメッセージを渡した。
アルレットのためにグリプス戦役でそのまま消えていてくれれば良かったと面と向かってシャアに言う一方、シャアにはアムロへの拘りが未だ残っていることをアルレット共々理解している。
アルレット同様に『Twilight AXIS』の主要キャラでもある。
ロレンソ
新型巡洋艦である「ムサカ」の艦長。
総帥であるシャアを乗せてムサカ単独で航行している際には緊張を隠せず、シャアから単艦行動は気楽で悪くないと慰められた際には、シャアに対して「ギレン総帥を乗せて航行したことはある」かと言い返し、シャアの現在の立場と、是が非でも無事に戻さなければならない自身の立場を伝えた。シャアはそのような直接的な物言いを嫌いじゃないと返したものの、その後はネオ・ジオンで使う武装のテストをしていたが、コンペイトウ空域で戦火を確認すると、シャアの機体を収容する前にシャアがコンペイトウ空域へ専用ディジェで発進してしまったため、こうなることを予測していたホルストが派遣した援軍のムサイ改級「メルセゲル」と合流して後を追った。自身を凡人だと思っており、シャアの能力の高さについていくのは大変だと愚痴をこぼす。コンペイトウ宙域での戦闘後はシャアに苦言を言った。
レズン・シュナイダー
シャアの新生ネオ・ジオンに参加したMSパイロット。乗機は青く塗られた専用カラーのバウ。パイロットデータを見たシャアによると対艦戦のスペシャリストとの事。出撃前にエンジニアと共にバウの分離機能がシステムトラブルで使用出来ないと分かると、複雑な事には向いてないし、ミサイル代わりに使ったら、ネオ・ジオンには予備が無いからと気にしていなかった。旧ア・バオア・クー宙域での戦闘では、小隊長として先行し偵察行動を行なっており、FSS側の機体がデブリを避けきれずにアクシデントによって発生した発光信号を見つけ、更にバストライナーで動いていたイングリット達をデブリの動きから見つけ追跡し、敵機がガンダムタイプだと知ると、動揺を隠し切れない他の隊員に対して、滅多に見られるものではないと言い、笑みを浮かべていた。

### ジオン共和国
ルーベンス (Rubence)
車椅子の男性。FSSからの依頼で地球を訪れ、同組織の回収したMSが「ザクII 初期生産タイプ」であることを確認する。
作中の12年前（宇宙世紀0078年3月）は旧ジオン公国軍のパイロット候補生で、前述の機体で訓練を受けている。当時のニックネームは「ラビット」だったらしい。教導機動大隊の慣習でパイロットシートにはその機体で訓練を受けた多くのパイロットたちの署名があり、彼の署名も存在していたために確認の連絡を受ける。
戦後、復員してからの長い期間「悪夢と隣合わせながら、命を預け合った仲間と共に過ごした場所」である戦場の記憶。そして、そこから放り出された孤独に苦しんでいたが、かつての愛機のコックピットで10年ぶりの安らぎを得る。
アマリア・グリンウッド (Amaria Greenwood)
リミアの姉。とてもこわい。リミア同様工科大学院生（あるいはその修了生）であるらしい。
U.C.0086年に人材交流でFSSにエンジニアとして招聘されるが、実際にはアマリアになりすましたリミアが出向している。この一件以降、レッドとも面識がある。
「サングレ・アスル」艦内でリミアの夢に現れたりしていたが、新しいMS開発を依頼されたリミアの呼びかけを受けてグラナダに向かう。
レオポルド・フィーゼラー (Leopold Fieseler)
『ギレン暗殺計画』の登場人物。フィーゼラー家の現当主であり、リミアとアマリアの義理の父にあたる。ジオン共和国下院議員。
一年戦争の終結後、保護責任者の戦死（未帰還含む）によって孤児となった児童1000人をフィーゼラー家で養育している。
　ザビ家の復讐装置」や「アスタロス」を知っており、危険性やジオンが作った物や使用された場合の共和国への危険性を考え、可能なら潰しておきたいと思っており、ある政治的ルートから一時的に「サングレ・アズル」をフィーゼラー家で預かって欲しいと頼まれた時には千載一遇の機会だと思い、幾つかの条件を出して引き受けた。
グラナダに向かうアマリアに、一連の騒動の顛末やシャア・アズナブルの生存とネオ・ジオンが動いている情報を教え「サビ家の復讐装置」や「アスタロス」の情報を集めて欲しいと頼んだ。
幼馴染にして秘書室長たるエリースとは公認の仲だが、まだ籍は入れていない。
ホト・フィーゼラー (Hoth Fieseler)
『ギレン暗殺計画』の登場人物。リミアの義理の曽祖父にあたる。
現在の動向、生死は不明。ジオニック社の創設者の一人であり、FSSにも個人として出資している。
オクスナーがゴップに提示したビデオの中に、ジオン・ズム・ダイクン、デギン・ソド・ザビ、ギレン・ザビらとともに映っており、「アスタロス」開発者に対し質問を投げかけている。

### 旧ジオン軍兵士
一年戦争終結後もユーコン級潜水艦で海洋に潜伏し、活動していた者たち。ジャブロー戦後、ニカーヤの先導でキャリフォルニアベースに入港。フーバーからの依頼と「“ジョニー・ライデン”の説得」で連邦軍所属となり、FSSがニカーヤを中心として編成する3隻のムサイ級軽巡洋艦「パムプレードー」「エニューオー」「デイノー」のクルーとして協力する。多少の改修はされているが、旧式の機材と長年の海での生活によるブランクなどに苦労しつつも実力を発揮している。
MS隊は当初、FSSから貸与されたジムIIを使用していたが、茨の園入港後はアナハイムから提供されたネモを使用している。
ラトヴィッジ (Lutwidge)
大戦中からユーコン級潜水艦「U-207」を率いている艦長。ユーマが自分たちの正体が露見した時に備えて、自身の艦含めて3隻の潜水艦に軍から拝借していた装備を預かり、脱出した隊員たちを回収する。ユーマからの連絡を受けてレッドたち一行をジャブローまで送迎する。
ジャブロー戦後、ニカーヤの先導でキャリフォルニアベースに入港。フーバーからの依頼と「“ジョニー・ライデン”の説得」で連邦軍所属となり、FSSがニカーヤを中心として編成する艦隊でムサイ級軽巡洋艦「パムプレードー」の艦長を務める。
コンペイトウ空域での交戦では、「サングレ・アスル」の探索に専念し、リミアからのメッセージを受け取ると、エメとクリストバルに対してかつてジオンで使われていた、口頭暗号でのメッセージを送る。
デーヴァ・ヴェル (Deva Vell)
ラトヴィッジの呼び掛けに応えて合流したユーコン級潜水艦「U-47」の艦長。ラトヴィッジからの要請を受けて、接近するラムズゴック隊との戦闘を開始する。
特殊戦部隊であり、母艦を囮にして静粛仕様の水中用ザク（MIP社水陸両用MS実験機）による攻撃を行う。ジャブロー近海でのテミスとの戦闘では善戦するが、艦の整備不足が祟り緊急浮上、居合わせたニカーヤに乗員を移譲して艦とMSは機密保持のために沈めた。
ニカーヤの先導でキャリフォルニアベースに入港。ラトヴィッジ同様にフーバーからの依頼と「“ジョニー・ライデン”の説得」で、FSSがニカーヤを中心として編成する3隻のムサイ級軽巡洋艦のクルーとして協力する。

## 登場した機体

### ジオン系
- MS-05B ザクI
- MS-06A ザクII A型（MSV）
- MS-06F ザクII F型
- MS-06G 陸戦高機動型ザク（MSV-R）
- MS-06K ザクキャノン（MSV）
- MS-06R-2 高機動型ザクII（ジョニー・ライデン専用機）（MSV）
- MS-07W グフ複合試験型（MSV-R）
- YMS-09 プロトタイプドム（MSV）
- MS-09M ドム・マーメイド（MSV-R）
- MS-09R リック・ドム
- MS-09R2 リック・ドムII
- MS-11 アクト・ザク（MS-X）
- MS-14B 高機動型ゲルググ（MSV）
- MS-14B 高機動型ゲルググ（ジョニー・ライデン専用機）（MSV）
- MS-14B 高機動型ゲルググ（ヒュー・マルキン・ケルビン専用機）
- MS-14BR 高機動型ゲルググ改（ユーマ・ライトニング専用機）（MSV-R）
- MS-14BR 高機動型ゲルググ改（ジーメンス・ウィルヘッド専用機）（MSV-R）
- MS-14BR 高機動型ゲルググ改（エメ・ウィルヘッド専用機）
- MS-14BR 高機動型ゲルググ改（マイヤー・メイ専用機）
- MS-14C ゲルググキャノン（クリストバル・ラザフォード専用機）
- MS-14C-1A ゲルググキャノン（ジャコビアス・ノード専用機）（MSV-R）
- MS-14C-1A ゲルググキャノン（ガーニム専用機）
- MS-14C-2  中距離支援型ゲルググ
- MS-14J Plus ゲルググ・ウェルテクス
- YMS-15E ギャン・エーオース （ユーマ・ライトニング専用機）
- MSM-03 ゴッグ
- MSM-03C ハイゴッグ（統合整備計画）
- MSM-04 アッガイ
- MSM-07 ズゴック
- MSM-07E ズゴックE（統合整備計画）
- MSM-07N ラムズゴック（MSV-R）
- MIP社水中試験型MS
- AMX-003 ガザC
- AMX-009 ドライセン
- AMX-107 バウ
- MSK-008 シャア専用ディジェ
  - MSK-008S  ディジェ・トラバーシア

- RMS-099B シュツルム・ディアス
- ドップ
- ルッグン
- ドーラ
- ファット・アンクル
- ガウ級攻撃空母
- ユーコン級潜水艦「U-207」「U-47」ほか
- スキウレ（MS-X）
- パプア級輸送艦
- ムサイ級軽巡洋艦「ゲンマ」「アルフェッカ」「パムプレードー」「エニューオー」「デイノー」ほか
- ムサイ改級軽巡洋艦 「メルセゲル」
- チベ級ティベ型 「ティカル」他
- ザンジバル級機動巡洋艦 「サングレ・アスル」
- ザンジバル改級 「 キマイラ」
- エンドラ級軽巡洋艦 「ミランドラ」ほか
- 中型新造巡洋艦（ムサカ級軽巡洋艦） 「ムサカ」
- 「ミナレット」

### 地球連邦軍系
- RB-79 ボール
- RB-79M ボール機雷散布ポッド装備タイプ（MSV-R）
- RGM-79 ジム
- RGM-79HC ジム・ガードカスタム（MSV-R）
- RGM-79KC ジム・インターセプトカスタム（MSV-R）
- RGM-79SC ジム・スナイパーカスタム （MSV）
- RGM-79C ジム改
- RGM-79Q ジム・クゥエル
- RGM-79V ジム・ナイトシーカー（MSV-R）
- RGM-79V ジム・ナイトシーカー（ヴァースキ機）
- RGC-80 ジム・キャノン（MSV）
- RMS-179（RGM-79R）ジムII
- RGM-86R ジムIII
- FA-78-1B フルアーマー・ガンダム TYPE-B（MSV-R）
- FA-78-2 ヘビーガンダム（イングリッド0専用機）（MS-X）
- RX-178 ガンダムMk-II（ヴァースキ専用機）
- FA-178 フルアーマーガンダムMk-II（ヴァースキ専用機）（Ζ-MSV）
- RMS-106 ハイザック
- RMS-116H ホビー・ハイザック
- RMS-108 マラサイ
- RMS-119 アイザック
- RMS-117 ガルバルディβ（フィーリウス・ストリーム専用機）
- MSA-003 ネモ
- NRX-004 アッシマー
- ORX-005 ギャプラン（イングリッド0専用機）
- ORX-005 ギャプラン
- RX-110 ガブスレイ
- FF-3 セイバーフィッシュ（MSV)
- FF-S3 セイバーフィッシュ（宇宙用）（MSV）
- FF-6 TINコッド（MSV)
- FF-X7 コア・ファイター
- FF-X7Bst PLAN004 コア・ブースタープラン004（MSV-R）
- Gファイター強襲揚陸型（MSV-R）
- ドン・エスカルゴ
- ファンファン
- ド・ダイ改
- ベースジャバー
- 89式ベースジャバー
- ガンキャリー（MS-X、無人化）
- ガンペリー
- CB-X5[SGT] ガンペリー強襲型（ガンペリー・シギント）（MSV-R）
- 輸送機
- ミデア
- ガルダ級超大型輸送機 
- M61 61式戦車
- サラミス級軽巡洋艦
- ネルソン級MS軽空母（MSV-R）
- サラミス改級軽巡洋艦 「シカゴ」「ハーマン」他
- コロンブス級輸送艦
- アーガマ級強襲巡洋艦 「ニカーヤ」
- アレキサンドリア級重巡洋艦
- ペガサス級強襲揚陸艦 「ブランリヴァル」
- 艦種不明 「サン・ドミンゴ」

## 書誌情報
- 漫画：Ark Performance、原作：富野由悠季、原案：矢立肇、メカニックデザイン：大河原邦男 『機動戦士ガンダム MSV-R ジョニー・ライデンの帰還』KADOKAWA〈角川コミックス・エース〉、全26巻
  1. 2010年12月25日発売、ISBN 978-4-04-715592-3
  2. 2011年4月26日発売、ISBN 978-4-04-715693-7
  3. 2011年10月26日発売、ISBN 978-4-04-715812-2 - 特典にアーケードゲーム『機動戦士ガンダム 戦場の絆』にてザクII(S)（ジョニー・ライデンカラー）が使用可能になるキャンペーンコードが付随。
  4. 2012年3月26日発売、ISBN 978-4-04-120209-8 - 特典にアーケードゲーム『機動戦士ガンダム 戦場の絆』にて高機動型ゲルググ（ジョニー・ライデンカラー）が使用可能になるキャンペーンコードが付随。
  5. 2012年9月26日発売、ISBN 978-4-04-120450-4 - 「角川書店ニュージェネレーションキャンペーン（〜2013年1月31日）」の対象書籍であり、応募券が付随。
  6. 2013年3月26日発売、ISBN 978-4-04-120637-9 - 特典にアーケードゲーム『機動戦士ガンダム 戦場の絆』にてゲルググキャノン（ジョニー・ライデンカラー）が使用可能になるキャンペーンコードと、PlayStation 3用ゲーム『機動戦士ガンダム バトルオペレーション』にてジム・ナイトシーカーIIが使用可能になるキャンペーンコードが付随。また、「角川書店MSV-Rキャンペーン（〜2013年4月25日）」の対象書籍であり、応募券が付随。
  7. 2013年9月26日発売、ISBN 978-4-04-120841-0
  8. 2014年3月24日発売、ISBN 978-4-04-121063-5
  9. 2014年9月26日発売、ISBN 978-4-04-102105-7
  10. 2015年3月26日発売、ISBN 978-4-04-102106-4 - 特典にアーケードゲーム『機動戦士ガンダム 戦場の絆』にてゲルググキャノン(JN)（3連スコープ装備型）が使用可能になるキャンペーンコードが付随。
  11. 2015年9月26日発売、ISBN 978-4-04-103501-6 - 特典にソーシャルゲーム『ガンダムマスターズ』、『ガンダムスピリッツ』にてアイテム「ジョニーライデン専用機」がもらえるキャンペーンコードと、家庭用ゲーム機のゲーム『ガンダムバトルオペレーションNEXT』、『ガンダムバトルフォートレス』、『ガンダムコンクエストV』にて各種アイテムがもらえるキャンペーンコードが付随。
  12. 2016年3月26日発売、ISBN 978-4-04-104095-9
  13. 2016年11月26日発売、ISBN 978-4-04-104812-2
  14. 2017年4月4日発売、ISBN 978-4-04-105226-6
    - 特装版 2017年3月25日発売、ISBN 978-4-04-105240-2

  15. 2017年9月25日発売、ISBN 978-4-04-106086-5
  16. 2018年3月26日発売、ISBN 978-4-04-106699-7
  17. 2018年10月26日発売、ISBN 978-4-04-107351-3
  18. 2019年3月26日発売、ISBN 978-4-04-108002-3
  19. 2019年9月21日発売、ISBN 978-4-04-108674-2
  20. 2020年3月26日発売、ISBN 978-4-04-109218-7
  21. 2021年1月26日発売、ISBN 978-4-04-111086-7
  22. 2021年9月25日発売、ISBN 978-4-04-111902-0
  23. 2022年3月26日発売、ISBN 978-4-04-112373-7
  24. 2022年9月26日発売、ISBN 978-4-04-112933-3
  25. 2023年3月25日発売、ISBN 978-4-04-113497-9
  26. 2023年9月26日発売、ISBN 978-4-04-113497-9
- 機動戦士ガンダムMSV-R
  1. 連邦編 2012年3月26日発売、ISBN 978-4-04-120210-4 - 『ジョニー・ライデンの帰還 特別編』（宇宙世紀0086年のリミア・グリンウッドの着任）を収録。
  2. ジオン編 2014年2月26日発売、ISBN 978-4-04-121018-5
- 機動戦士ガンダム MSV-R ジョニー・ライデンの帰還 設定集　2020年3月26日初版発行、ISBN 978-4-04-109220-0